# Середа Антон Хомич
Анті́н Хоми́ч Середа́  (*30 січня/11 лютого 1890, с. Шкарівка, Васильківський повіт, Київська губернія — † 11 серпня 1961, Корсунь-Шевченківський, Черкаська область, похований в Києві) — український графік і майстер прикладного мистецтва, мистецтвознавець, культурний діяч, педагог.

## Життєпис
Народився в сім'ї сільської інтелігенції — фельдшера та вчительки.
Закінчив Строгановське училище ужиткового мистецтва у Москві (1914). Як фахівець в галузі народних промислів у 1915 р. був запрошений до Тифлісу (Тбілісі), де очолив відділ художньо-металевого виробництва Кавказького кустарного комітету Міністерства землеробства.
У 1916—1917 рр. керував кустарним художнім виробництвом у Галичині й Буковині. Після переїзду до Києва у 1917 р. працював у Департаменті мистецтв генерального секретарства народної освіти УНР. За Гетьманату, у 1918 р. очолював художньо-промисловий відділ Головного управління мистецтв і національної культури Міністерства народної освіти.
Середа — один з ініціаторів створення Національного музею України, який був організований на базі Київського художньо-промислового і наукового музею (з 1919 р. — Перший державний музей, з 1924 р. — Всеукраїнський історичний музей ім. Т. Г. Шевченка, з 1936 р. — Київський державний історичний музей, тепер — Національний музей історії України). Був одним з організаторів Київської картинної галереї, у 1922—1929 рр. — завідувач відділу художньої промисловості (нині Київський музей російського мистецтва).
У 1921—1922 рр. очолював секцію монументальних пам'яток Київського губернського комітету охорони пам'яток мистецтва і старовини.
Як дослідник українського образотворчого мистецтва працював у підрозділах Всеукраїнської академії наук — у секції мистецтв археологічної комісії (з 1921 р.), у Всеукраїнському археологічному комітеті (з 1924 р.). Був обраний членом Софійської комісії. У 1921—1923 рр. — голова секції мистецтв Українського наукового товариства в Києві.
Середа — педагог, котрий виховав плеяду визначних українських митців. На початку 1920-х рр. викладав курс промислового мистецтва у Київському архітектурному інституті.
1920–1929 — викладач, з 1934 професор Київського Художнього Інституту (один з організаторів та перший декан його поліграфічного факультету), Організатор, а у 1929-1934 рр. — зав. навчальною частиною Українського поліграфічного інституту в Харкові.
Середа — графік кола Г.Нарбута. Він розвивав (головно у книжковій графіці) орнаментальні мотиви і шрифти Нарбута, проте його обкладинки суворіші, відзначаються симетрією, урівноваженістю ліній і плям, контрастним зіставленням чорного та білого.
До найкращих праць Середи належить оформлення книжок і журналів: «Сяйво» (1913), монографії «Г.Нарбут» (не з'явилася друком) і збірника «Сергій Маслов» (1927), «Енеїда» І.Котляревського, «Повна збірка. Поезії» Т.Шевченка (1927), «Бібліологічні Вісті» (1928), «Козацькі пісні» (1936), «Фата морґана» М.Коцюбинського (1937), «Кобзар» Т.Шевченка (1937), «Твори» І.Франка в 25 тт. (т. 1—12, 1941), «Слово о полку Ігореві» (1952), «Люборацькі» А.Свидницького та ін.
У проектах укр. поштових марок (1918), видавничих і фірмових знаків (вид. знак видавництва «Друкар», 1919) зберігав строгу лінію рисунка і класичні засоби композиції.
Графіка Середи експонували на виставці АНУМ у Львові (1932); ретроспективна виставка його малярства та графіки відбулася в Києві 1969 року.
Автор німецькомовної статті George Narbut als Buchkünstler, (Gutenberg Jahrbuch, 1927) і фахових статей.

## Праці
- Малювання — мова дитини // Вільна українська школа. — К., 1917.

- Кость Віталієвич Широцький // Збірник секції мистецтв Українського наукового товариства. — К., 1921. — Вип. 1.